# Quatuor à cordes no 2 de Dvořák
Pour les articles homonymes, voir Quatuor à cordes no 2.
Le Quatuor à cordes no 2 en si bémol majeur B.17 est un quatuor d'Antonín Dvořák. Il a probablement été composé en 1869.

## Historique
Malgré les efforts de Dvořák pour détruire l'œuvre, des copies des différentes parties instrumentales ont été découvertes au début du XXe siècle, permettant ainsi sa reconstruction. Sa première exécution en privé a été faite par le Quatuor Ondříček à Prague le 16 novembre 1932. Son interprétation dure plus de trois quarts d'heure. Les parties et la partition ont été éditées dans le « Souborné vydání díla » (édition critique complète), série 4, volume 5, daté de 1962 et publiées par Barenreiter en 2014.

## Structure de l'œuvre
1. Allegro ma non troppo
2. Largo
3. Allegro con brio
4. Finale : Andante - Allegro giusto - Allegro con fuoco

- Durée d'exécution : 45 minutes.